# Ріксансар
Ріксансар (валлон. Ricsinsåt) — муніципалітет Валлонії, розташований у бельгійській провінції Валлонський Брабант. На 1 січня 2018 року Ріксенсар мав 22 401 жителів. Загальна площа 17,54 км², що дає щільність населення 1277 жителів на км².
Муніципалітет складається з наступних колишніх муніципалітетів, тепер районів: Ріксенсар, Роз'єр і Женваль. Женваль-ле-Бен – це місцева краса, 100-річне озеро з фонтаном, обрамлене деревами, будинками та ресторанами. Ріксенсар є домом для прекрасного приватного Шато де Ріксенсарта.

## Міста-побратими
Ріксансар має такі міста-побратими:
- Бірсталл, Лестершир, Англія
- Ле Туке, Франція
- Вінтерберг, Німеччина

## Галерея

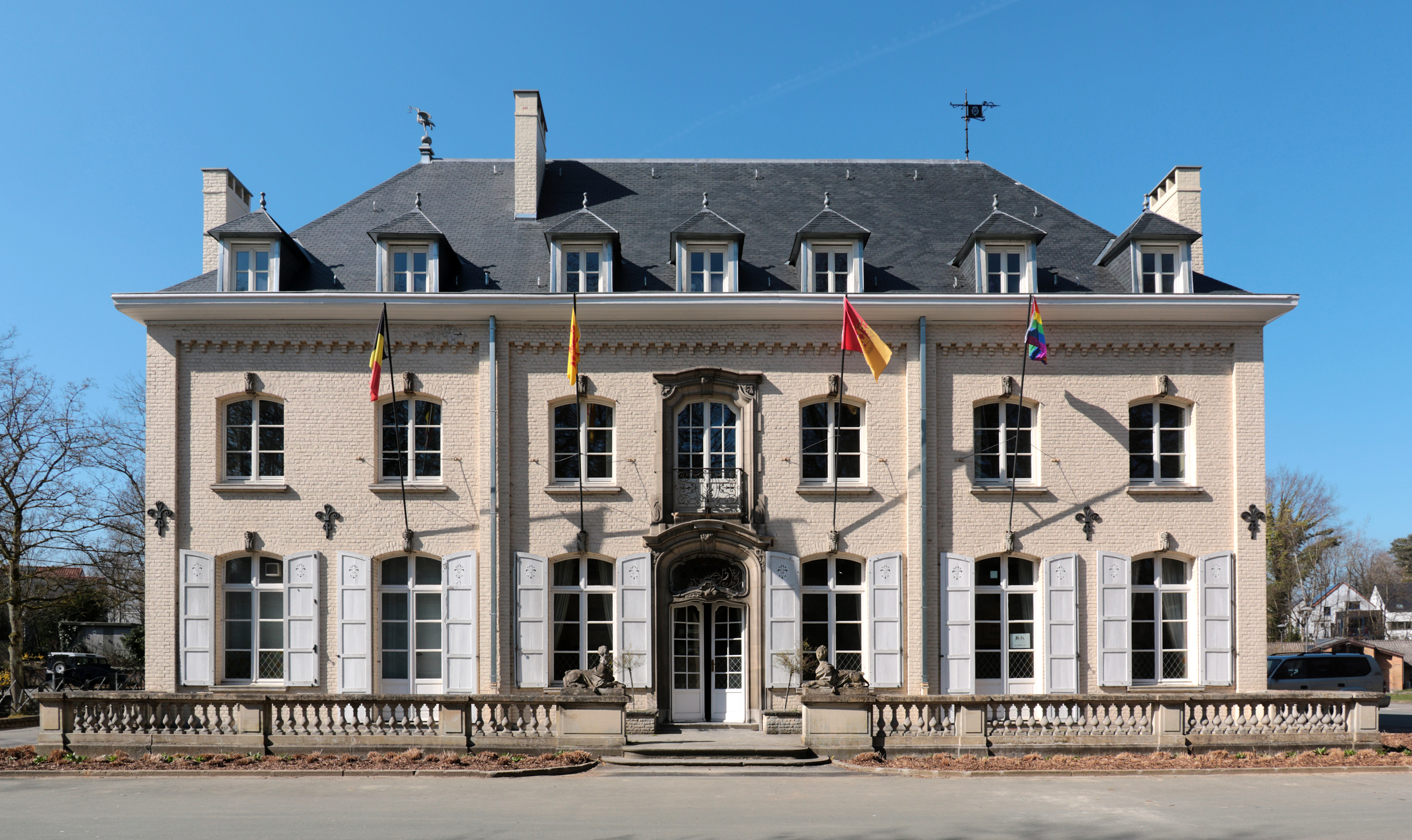
Château du Héron, ратуша з 1977 року
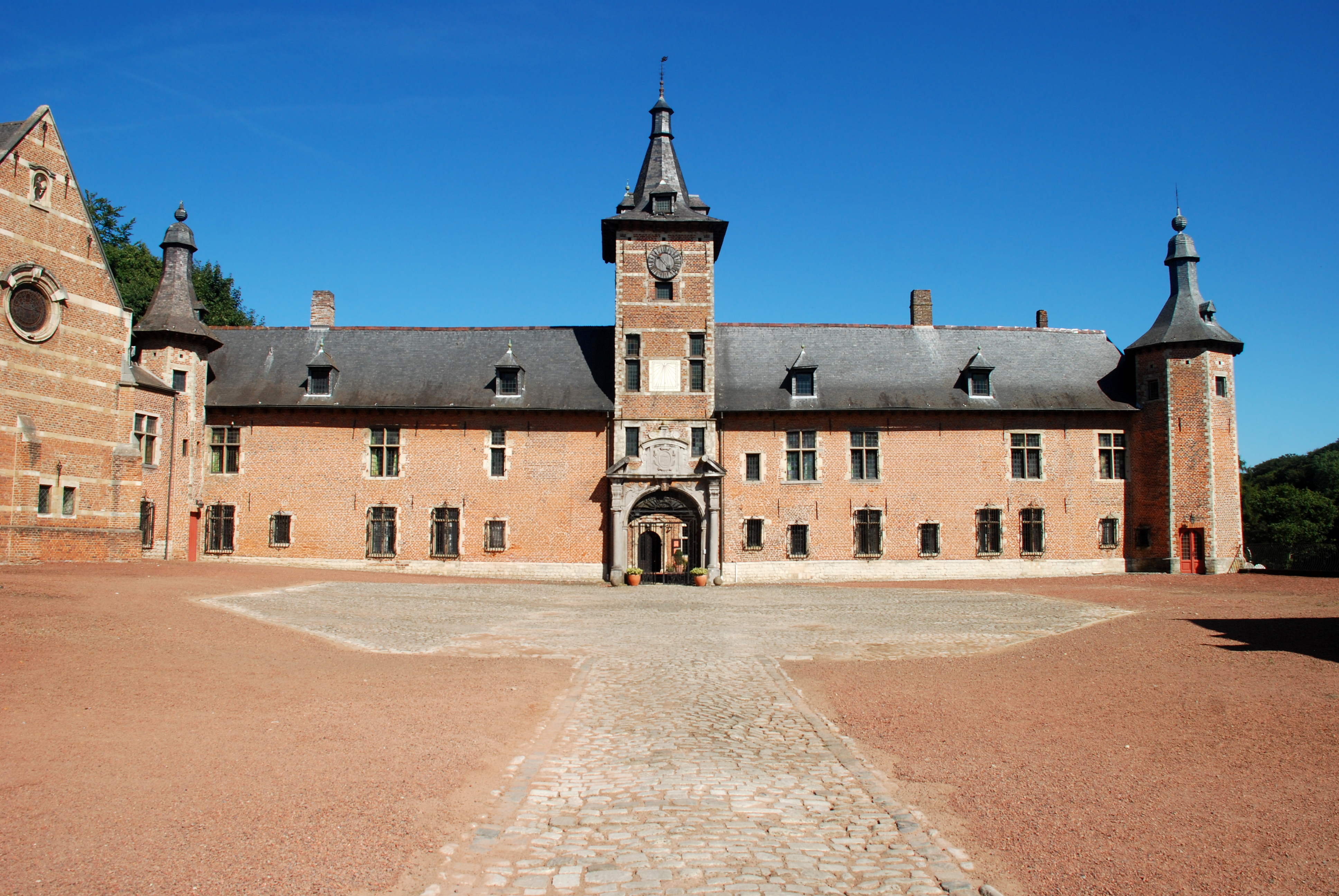
Шато де Ріксенсар
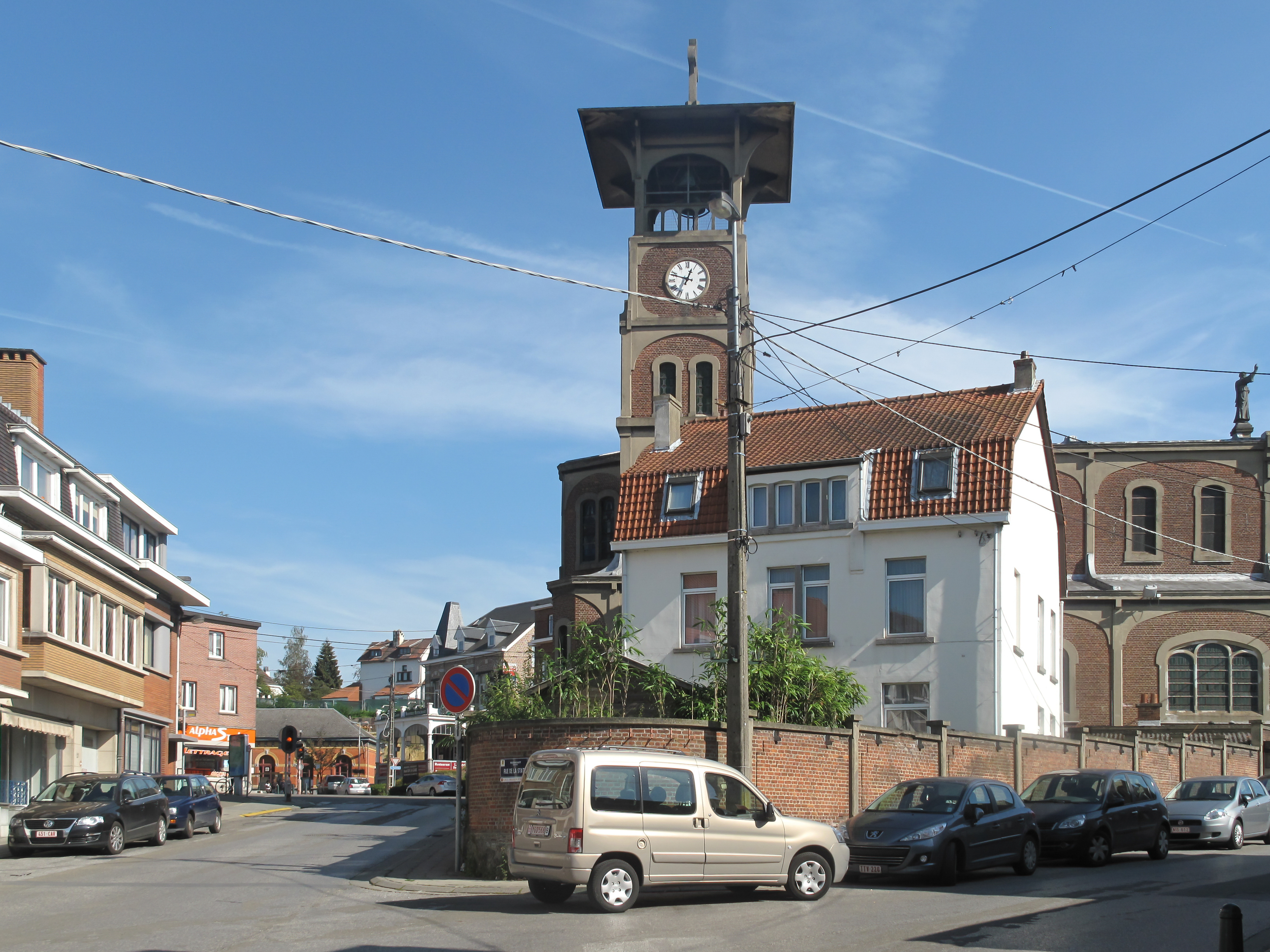
Генваль